# Tribhuwanaditjawarman
Tribhuwanaditjawarman (ur. ?, zm. 1177) – władca imperium khmerskiego w latach 1165–1177.

## Życiorys
W 1165 roku przy poparciu arystokracji khmerskiej obalił poprzedniego władcę Jaszowarmana II, który został zamordowany w trakcie przewrotu.
Za jego rządów doszło do zmniejszenia wpływów arystokracji, od której wymagał znacznego posłuszeństwa.
Na początku swojego panowania odparł lądową inwazję Czamów króla Dżaja Indrawarmana IV. Czamowie i ich władca zaatakowali ponownie w 1177 roku, kiedy to drogą morską przedarli się do Angkor Thom i z zaskoczenia ją zdobyli. Tribhuwanaditjawarman poległ, gdy spadł ze słonia podczas jej obrony.
Po czteroletniej okupacji Czamów na tron w 1181 roku wstąpił brat Jaszowarmana II – Dżajawarman VII.